# فهرست هان

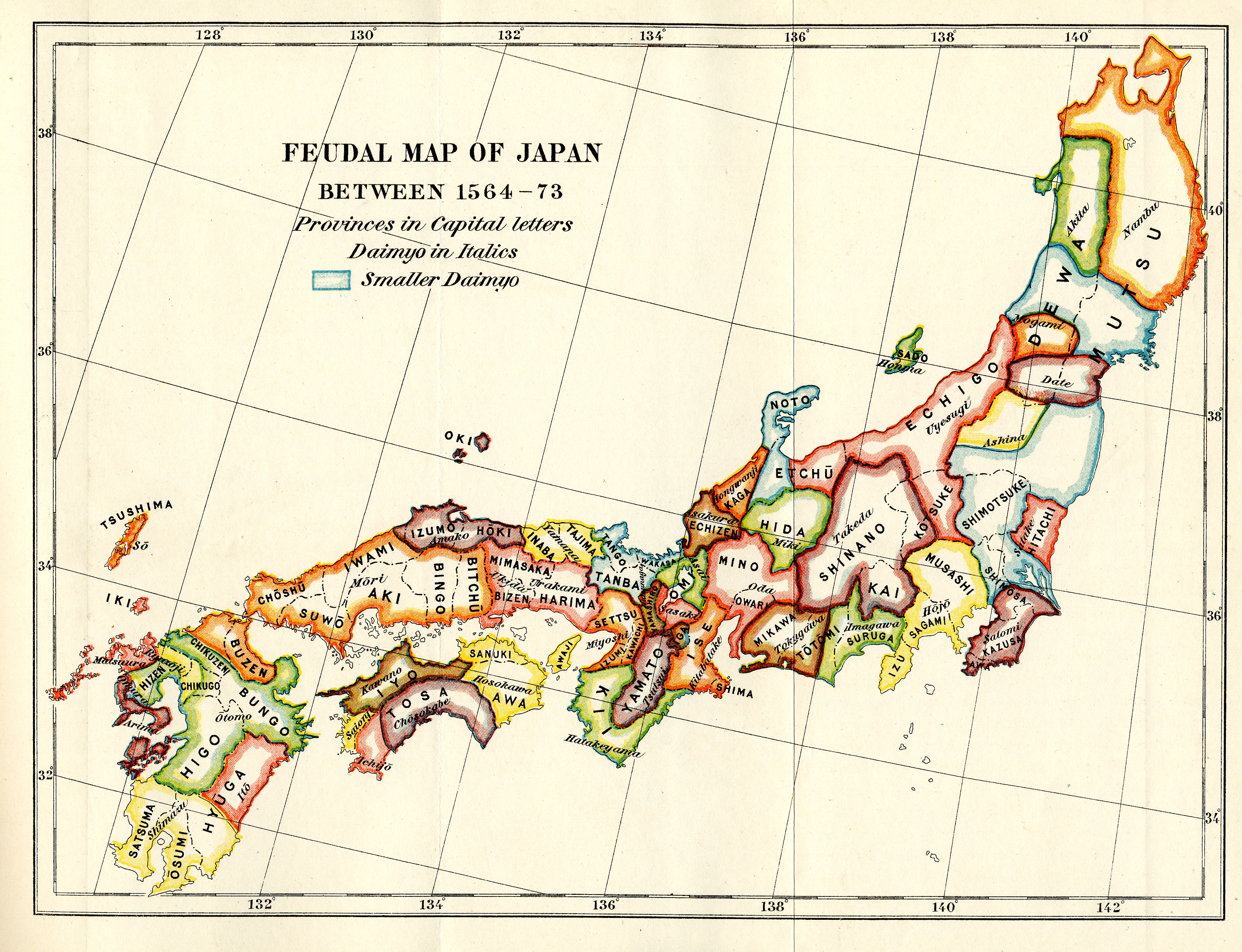
نقشه ژاپن، ۱۸۵۵ - قلمروهای اصلی فئودالی بین ۱۵۶۴ و ۱۵۷۳.

فهرست هان (انگلیسی: List of han)، یا دامنه‌های موجود در دوره ادو (۱۶۰۳–۱۸۶۸) هر از گاهی در طول دوره ادو تغییر می‌کرد. هان تیول (اروپا) بودند که اساس مؤثر اداره در دوران توکوگاوا ژاپن را تشکیل دادند. هان‌ها بر اساس منطقه/شهر قلعه‌شان بر اساس منطقه مدرن ("-chihō"، تقریباً قابل مقایسه با مدارهای باستانی، "-dō") و ولایت باستانی ("kuni/-shū"، تقریباً قابل مقایسه با استان‌های مدرن، "-to/-dō/-fu/-ken") داده می‌شوند. "هان" معمولاً شامل مناطقی در اطراف / نزدیک پایتخت بود، اما فراتر از آن در بسیاری از موارد در چندین ولایت توزیع شده بود.
لغو سیستم هان توسط دولت میجی در سال ۱۸۷۱، زمانی که تمام «-هان» های باقی مانده به «-کن» ("استان‌ها") تبدیل شدند. در چندین موج ادغام، تجزیه و انتقال سرزمینی - اولین ادغام بزرگ بلافاصله در سال‌های ۱۸۷۱/۷۲ رخ داد - استان‌ها برای دربر گرفتن سرزمین‌های پیوسته و فشرده، که دیگر شبیه هان دوره ادو نبودند، اما در بسیاری از موارد از نظر سرزمینی با استان‌هایی که حتی در دوران فئودالی همچنان مهم‌ترین تقسیم‌بندی جغرافیایی اولیه بودند، یکسان بودند، سازماندهی مجدد شدند.

## هوکایدو
- قلمرو ماتسومائه (۱۵۹۰–۱۸۷۱) – واقع در اطراف شهر مدرن امروزی ماتسومائه، هوکایدو، منطقه ماتسومائه، هوکایدو. برگزار شده توسط خاندان ماتسومائه. فقط دامنه در ازو. پس از نوسازی میجی، هنگامی که مقر دامنه از قلعه ماتسومائه/فوکویاما (در شهر ماتسومائه امروزی) که در جنگ بوشین ویران شده بود به قلعه تیت (در آسابو، هوکایدو امروزی منتقل شد، به قلمرو تاته تغییر نام داد، در سال ۱۸۷۱ به تاته-کن (ولایت تاته) تبدیل شد و در همان سال در آئوموری-کن (استان آئوموری) ادغام شد، و سرانجام در سال ۱۸۷۲ به آژانس اسکان/توسعه (kaitakushi کایتاکوشی)، سلف هوکایدو (مدار/قلمرو/از سال ۱۹۴۶: استان) منتقل شد.[۳]

## توهوکو

### ولایت موتسو (استان‌های فوکوشیما، میاگی، ایواته و آئوموری کنونی)
- قلمرو هیروساکی (1590-1871)[۴] - واقع در بافت امروزی استان آئوموری
- قلمرو کوروایشی (1809-1871)[۴] –شعبه‌ای از قلمرو هیروساکی، بر پایه امروزه کوروایشی، آئوموری
- قلمرو هچینوهه (1664-1871)[۴] – شاخه ای از قلمرو موریئوکا
- قلمرو کونوهه (تاریخ‌ها نامشخص) – شاخه‌ای از قلمرو موریئوکا، مطابقت با امروزه Kunohe District، Iwate
- قلمرو موریئوکا (de facto: 1592-1871/de jure: 1599-1871) - واقع در بافت امروزی استان آکیتا، استان آئوموری، و استان ایواته
- قلمرو کوری (تاریخ‌ها نامشخص) – بر پایه امروزه شهر کوئوری، فوکوشیما،  شهرستان داته، فوکوشیما، استان فوکوشیما
- قلمرو آیزو (de facto: 1384-1871/ De jure:1601-1871)[۵] – بر پایه امروزه آیزوواکاماتسو، فوکوشیما، استان فوکوشیما;  کنترل شده توسط هوشینا خاندان (ماتسودایرا).
- قلمرو ایچینوسکی (۱۶۸۱–۱۸۷۱) – شاخه‌ای از قلمرو سندای، بر پایه امروزه ایچینوسکی، ایواته; در دست خاندان تامورا، یک شاخه از خاندان داته
- قلمرو ایواکیتایرا (۱۶۰۲–۱۸۷۱) – بر پایه امروزه ایواکی، فوکوشیما. در دست Torii family به‌طور خلاصه از ۱۶۰۶–۱۶۲۲، در دست Andō clan از اواسط-قرن هیجدهم تا ۱۸۶۸.
- قلمرو میهارو (de facto: 1504-1590،1627-1971/de jure: 1627-1871) – در دست خاندان کاتو،  Matsushita، و خانواده‌های Akita.
- قلمرو مورییاما (۱۷۰۰–۱۸۷۱) – در دست خاندان میتو-ماتسودایرا، شاخه‌ای از خاندان توکوگاوا
- قلمرو سندای (1600-1868)[۶] – بر پایه امروزه سندای; در دست خاندان داته.
  - Mizusawa Domain (تاریخ‌ها نامشخص) – زیر قلمرو
- قلمرو شیموتدو (تاریخ‌ها نامشخص) – بر پایه امروزه شهر Tsukidate ، شهرستان داته، فوکوشیما، استان فوکوشیما. در دست خاندان تاچیبانا (سامورایی).
- قلمرو سوما (۱۶۰۲–۱۸۷۱) – همچنین با نام قلمرو سوما-ناکامورا شناخته می‌شود. بر پایه امروزه سوما، فوکوشیما; در دست خاندان سوما.
- قلمرو یوناگایا (۱۶۷۰–۱۸۷۱)
- قلمرو ایزومی (۱۶۳۴–۱۸۷۱)

- قلمرو کوبوتا (1602-1871)[۴] – بر اساس امروزه آکیتا (شهر); توسط خاندان ساتاکه.
- قلمرو شونای (۱۶۲۲–۱۸۷۱) – بر پایه امروزه تسورواوکا، یاماگاتا، استان یاماگاتا; توسط خاندان ساکای.
- قلمرو دوا-ماتسویاما (1647-1871) (شاخه‌ای از تسوروئوکا)
- قلمرو اویاما (1647-1668) (شاخه‌ای از تسوروئوکا)
- قلمرو نیگاهو (1623-1624)
- قلمرو یاماگاتا (de jure: 1357-1871/ De jure:1600-1870) – بر پایه امروزه یاماگاتا (شهر)، استان یاماگاتا; در دست Torii family
- قلمرو یونه‌زاوا (de facto: 1238-1871/de jure: 1601-1871) – در دست خاندان اوئه‌سوگی.
- قلمرو ناگاتورو (1789-1869) - در دست خاندان یونه‌زو.
- قلمرو کامه‌دا (1623-1871)[۴] - در دست خاندان ایواکی.
- قلمرو هونجو (1623-1868)[۴] - در دست خاندان یوکوگو.
- قلمرو شینجو (۱۶۲۲–۱۸۷۱) - در دست خاندان یوزاوا.
- قلمرو کامینویاما (1622-1871)
- قلمرو تندو (de facto: 1345-1584،1830-1871/de jure: 1830-1871)
- قلمرو یونه‌زاواشیندن (1719-1869)

## Kantō region

### ولایت هیتاچی (استان مرکزی ایباراکی کنونی)
- قلمرو میتو (de facto 1416-1871/de jure: 1602-1871)،[۶] held by a شاخه‌ای از خاندان توکوگاوا.
- Matsukawa (1870-1871) (sub-domain of Mito)
- قلمرو ماتسوئوکا (1602-1861) (sub-domain of Mito)
- Kasama (de facto: 1219-1871/de jure: 1601-1871)
- قلمرو شیشیدو (۱۶۰۲–۱۸۷۱)
- Shimotsuma (1591-1871)
- Shimodate (de facto: 1478-1871/de jure: 1589-1871)
- Hitachi-Fuchū (۱۶۰۲–۱۸۷۱)
- Tsuchiura (de facto: 1429-1871/de jure: 1604-1871)
- Asō (۱۶۰۴–۱۸۷۱)
- Yatabe (1616-1871)
- Ushiku (1628-1871)

### ولایت شیموتسوکه (استان توچیگی کنونی)
- Kurohane (1819-1871)
- Ōtawara (1600-1871) (با قلمرو اوداوارا اشتباه گرفته نشود)
- Kitsuregawa (1593-1870)
- Utsunomiya (1601-1871)
- قلمرو میبو (۱۶۰۱–۱۸۷۱)
- Fukiage (1842-1871)
- قلمرو سانو (۱۶۰۰–۱۶۸۸)
- Ashikaga (1688-1692/1705-1871)

### ولایت کوزوکه (استان گونما کنونی)
- Tatebayashi (1590-1683/1707-1734/1740-1871)
- Isezaki (1601-1617/1636-1662/1681-1871)
- Maebashi (1601-1767/1867-1871)
- قلمرو تاکاساکی (۱۵۹۰–۱۸۷۱)
- Numata (1656-1871)
- Yoshii (1590-1610/1682-1693/1709-1871)
- Annaka (1615-1871)
- Nanokaichi (1616-1871)
- Obata (1590-1871)

### ولایت شیموسا (چیبای شمالی امروزی، ایباراکی جنوب شرقی و بخش غربی رودخانه ادوگاوا در استان‌های سایتاما)
- Koga (1590-1871)
- قلمرو یوکی (۱۵۹۰–۱۸۷۱)
- Sekiyado (1590-1871)
- Takaoka (1640-1871)
- Omigawa (1594-1871)
- قلمرو ساکورا (۱۵۹۳–۱۸۷۱) – بر پایه امروزه استان چیبا; در دست خاندان هوتتا
- Tako (1590-1871)
- Oyumi (1627-1871)

### ولایت کازوسا (استان مرکزی چیبا کنونی)
- Goi (1781-1842)
- Tsurumaki (1827-1871)
- قلمرو جوزای (۱۸۲۵–۱۸۷۱) – بر پایه امروزه استان چیبا; در دست خاندان هایاشی (جوزای) قبلاً کایبوچی نامیده می‌شد، بعداً به خاندان ماتسودایرا قلمرو اوجیما تغییر نام داد و به ساکورای تغییر نام داد.
- Iino (1648-1871) – بر پایه امروزه استان چیبا; از قلمرو آیزو در دست شاخه‌ای خاندان هوشینا و بعداً خاندان ماتسودایرا.
- Ichinomiya (1826-1871)
- Sanuki (1590-1871)
- Kururi (1590-1871)
- قلمرو اوتاکی (۱۵۹۰–۱۸۷۱)

### ولایت آوا (استان چیبا جنوبی کنونی)
- Awa-Katsuyama (1622-1871)
- Tateyama (1590-1614/1781-1871)
- Hōjō (۱۶۳۸–۱۸۲۷)

### ولایت موساشی (توکیو امروزی، سایتاما، کاناگاوا شمالی و ولایت چیبا غربی)
- Okabe (1649-1871)
- Kuki (1684-1798)
- Oshi (1590-1600/1633-1871) – بر پایه امروزه استان سایتاما; در دست خاندان ماتسودایرا and خاندان آبه
- Iwatsuki (1590-1871) – بر پایه امروزه استان سایتاما; در دست Nagai clan، Ōoka clan، خاندان آبه
- قلمرو کاواگوئه (۱۵۹۰–۱۸۷۱) – بر پایه امروزه استان سایتاما; در دست خاندان ساکای، خاندان هوتتا، Yanagisawa clan، Akimoto clan، خاندان ماتسودایرا
- Mutsuura (1722-1871)

### ولایت ساگامی (استان کاناگاوا جنوب غربی کنونی)
- قلمرو اوداوارا (۱۵۹۰–۱۸۷۱) – بر پایه امروزه استان کاناگاوا; در دست خاندان اوکوبو، خاندان آبه، خاندان اینابا
- Oginoyamanaka (1783-1871)

## چوبو

### ولایت اچیگو (استان نیگاتا کنونی)
- Itoigawa (1692-1871)[۷]
- Kurokawa (1724-1871)[۷]
- Mikkaichi (1724-1871)[۷]
- Mineyama (1620-1868)[۷]
- قلمرو موراکامی (1598-1871)[۷]
- Muramatsu (1639-1871)[۷]
- Nagaoka (1616-1871)[۷]
- قلمرو شیباتا (1598-1871)[۷]
- Shiiya (1698-1871)[۷]
- قلمرو تاکادا (1598-1871)[۷]
- قلمرو یوایتا (1634-1871)[۷]

### ولایت شینانو (استان ناگانو کنونی)
- Iida (1601-1871)[۸]
- Iiyama (1603-1871)[۸]
- Iwamurada (1703-1871)[۸]
- Komoro (1590-1871)[۸]
- Matsumoto (1615-1871)[۸]
- قلمرو ماتسوشیرو (1616-1871)[۸]
- Ōhama (1765-1777)
- قلمرو اوکوتونو (۱۶۸۴–۱۸۶۳)
- Susaka (1615-1871)[۸]
- قلمرو سووا (۱۵۹۰–۱۸۷۱)
- قلمرو سووا (1590-1871)[۸]
- قلمرو تاکاتو (1600-1689/1691-1871)[۸]
- Tanokuchi (1711-1871)[۸]
- قلمرو اوئدا (1600-1871)[۸]

### ولایت کای (استان یاماناشی کنونی)
- Kōfu (1603-1871)[۹]
- Yamura (1709-1724)

### ولایت اچو (استان تویاما کنونی)
- Toyama (1639-1871)[۱۰]

### ولایت کاگا (استان ایشیکاوا جنوبی کنونی)
- قلمرو دایشوجی (1639-1871)[۱۱]
- قلمرو کاگا (۱۵۸۳–۱۸۷۱)
- قلمرو کاگا (1583-1871)[۶]

### ولایت اچیزن (استان شمالی فوکوی فعلی)
- قلمرو فوکویی (1601-1871)[۱۲]
- Katsuyama (1624-1683/1691-1871)[۱۲]
- قلمرو ماروئوکا (1613-1871)[۱۲]
- قلمرو اونو (1634-1871)[۱۲]
- Sabae (1720-1871)[۱۲]
- قلمرو تسوروگا (1682-1871)[۱۲]

### ولایت واکاسا (استان جنوبی فوکوی کنونی)
- قلمرو اوباما (1601-1871)[۱۳]
- Takahama (1600-1608)

## توکای

### ولایت سوروگا (استان مرکزی شیزوئوکای کنونی در اطراف شهر شیزوکا)
- Numazu (1601-1871)[۱۴]
- Ōjima (1689-1868)[۱۴]
- قلمرو سونپو (1601-1606/1609-1619/1625-1634/1869-1871)[۱۴]
- Tanaka (1601-1868)[۱۴]

### ولایت توتومی (استان شیزوکا غربی امروزی)
- Sagara (1692–1871)
- قلمرو کاکه‌گاوا (۱۶۰۱–۱۸۷۱)
- Yokosuka (1601-1871)
- Hamamatsu (1601-1868)

### ولایت میکاوا (استان آیچی شرقی امروزی در اطراف تویوهاشی)
- Yoshida (1601-1871)
- Tawara (1601-1871)
- Hatagamura (1688-1869)
- Nishiōhira (1616-1871)
- Okazaki (1601-1871)
- Koromo (1749-1871)
- Nishio (1601-1871)
- Kariya (1600-1871)
- قلمرو اوکوتونو (۱۷۱۱–۱۸۶۳)
- Ashisuke (تاریخ‌ها نامشخص)
- Shinshiro (1616-1648)

### ولایت اوواری (استان آیچیغربی کنونی در اطرافناگویا)
- قلمرو اوواری (1610-1871)[۶]
- قلمرو اینویاما (۱۶۱۷–۱۸۷۱)
- قلمرو اوگاوا (۱۶۰۱–۱۶۰۶)
- قلمرو اوواری کورودا (تاریخ‌ها نامشخص)
- قلمرو کیوسو (۱۶۰۰–۱۶۱۰)

### ولایت هیدا (استان گیفو شمالی فعلی)
- قلمرو هیدا-تاکایاما (۱۵۸۶–۱۶۹۲)

### ولایت مینو (استان گیفو جنوبی کنونی)
- Naegi (1600-1871)
- Iwamura (1601-1871)
- Kanō (۱۶۰۱–۱۸۷۱)
- Imao (1607-1871)
- قلمرو تاکاسو (۱۶۰۰–۱۶۷۶/۱۷۰۰–۱۸۷۰)
- Takatomi (1664-1871)
- قلمرو گوجو (1600-1871) (Hachiman Domain)
- قلمرو اوگاکی (۱۶۰۰–۱۸۷۱)
- Ōgakishinden (1688-1871)

## کانسای

### ولایت ایسه (استان مرکزی میه کنونی)
- Nagashima (1601-1621/1649-1871)
- قلمرو کووانا (۱۶۰۱–۱۸۷۱) در دست خاندان ماتسودایرا clan.
- Komono (1600-1871)
- Kanbe (1651-1871)
- Ise-saijo (1726-1781) (Minami-hayashizaki)
- Ise-kameyama (1601-1871)
- قلمرو تسو (۱۵۹۴–۱۸۷۱)

### ولایت شیما (استان میه شرقی کنونی)
- Toba (1597-1680/1691-1871)

### ولایت اومی (استان شیگا کنونی)
- Miyagawa (1698-1871)
- Katada (1698-1826)
- Ōmizo (1619-1871)
- قلمرو هیکونه(1600-1871)[۱۵]
- Hikoneshinden (1714-1734)
- Yamakami (1698-1871)
- Mikami (1690-1871)
- Nishōji (1620-1871)
- قلمرو میناکوچی (۱۷۱۲–۱۸۷۱)
- Zeze (1601-1871)

### ولایت یاماشیرو (استان جنوبی کیوتو کنونی)
- قلمرو یودو (۱۶۲۳–۱۸۷۱)

### ولایت یاماتو (استان نارا کنونی)
- Yagyū (۱۶۳۶–۱۸۶۹)
- Kōriyama (1615-1871)
- Koizumi (1600-1871)
- Gose (1620-1629)
- Yanagimoto (1615-1871)
- Kaiju-Shibamura (1615-1871)
- Uda-Matsuyama (1600-1695)
- Kujira (1863-1871)
- Tatsuta (1601-1655)
- Takatori (1640-1871)
- Tawaramoto (1583-1871)
- Yamato-Shinjo (1600–1863)

### ولایت کیئی (استان واکایاماکنونی واستان میهجنوبی)
- قلمرو کیشو (۱۶۰۰–۱۸۶۹)[۶] (تحت حکومت شاخه‌ای از خاندان توکوگاوا)
- قلمرو کیئی-تانابه (۱۶۱۹–۱۸۷۱)
- قلمرو کیئی-شینگو (۱۶۰۰–۱۸۷۱)

### ولایت ایزومی (استان اوساکای جنوبی کنونی)
- قلمرو کیشیوادا (۱۵۹۴–۱۸۷۱)
- قلمرو هاکاتا (۱۷۲۷–۱۸۷۱)

### ولایت کاواچی (استان اوساکا شرقی کنونی)
- Sayama (1600-1869)
- Tannan (1623-1871)

### ولایت ستسو (استان‌های هیوگو شرقی و اوساکای شمالی امروزی)
- قلمرو تاکاتسوکی (۱۶۱۵–۱۸۷۱)
- قلمرو آسادا (۱۶۱۵–۱۸۷۱) – بر پایه امروزه استان هیوگو و استان اوساکا; در دست خاندان آئوکی
- قلمرو آماگاساکی (۱۶۱۵–۱۸۷۱)
- قلمرو ساندا (۱۶۳۳–۱۸۷۱)

### ولایت تانبا (شمال شرقی هیوگو و استان مرکزی کیوتو امروزی)
- Tanba-Kameyama (1600-1602/1619-1871)
- Sonobe (1619-1871)
- Yamaga (1600-1871)
- Ayabe (1633-1871)
- Fukuchiyama (1600-1620/1621-1871)
- Sasayama (1609-1871)
- Kaibara (1598-1650/1695-1871)

### ولایت تانگو (استان شمالی کیوتو فعلی)
- Tanabe (1600-1871)
- Miyazu (1600-1666/1669-1871)
- Mineyama (1620–1668)
- Murayama (1601-1871)

### ولایت هاریما (استان هیوگو جنوبی کنونی)
- قلمرو آکاشی (۱۶۱۷–۱۸۷۱)
- Ono (1636-1871)
- Migusa (1746-1871)
- قلمرو هیمه‌جی (۱۶۰۰–۱۸۷۱)
- Hayashida (1617-1871)
- Tatsuno (1672-1871)
- Anshi (1716-1871)
- Mikazuki (1697-1871)
- قلمرو آکو (۱۶۱۵–۱۸۷۱)
- Fukumoto (1663-1871)

### ولایت تاجیما (استان هیوگو شمالی فعلی)
- Izushi (1600-1871)
- Toyooka (1600-1871)
- Yagi (1585-1591)

### ولایت آواجی (شهر کنونی استان هیوگو)
- Awaji-sumoto (1678-1725) A part of the قلمرو توکوشیما، it was در دست Inada family، retainers of the خاندان هاچیسوکا.

## چوگوکو

### ولایت اینابا (استان توتوری شرقی کنونی)
- قلمرو توتوری (۱۵۸۷–۱۸۷۱)
- قلمرو توتوری (۱۶۴۰–۱۶۶۲)
- قلمرو توتوری (۱۸۶۸–۱۸۷۰)

### ولایت هوکی (استان توتوری غربی امروزی)
- Yonago (1600-1617)
- Kurayoshi (1614-1622)
- Kurosaka (1611-1618)
- Yabase (1610-1616)

### ولایت ایزومو (استان شیمان شرقی کنونی)
- Hirose (1666-1868)
- Mori (1677-1871)
- Matsue (1600-1871)
- Matsueshinden (1701-1704)

### ولایت ایوامی (استان شیمان غربی کنونی)
- Yoshinaga (1682-1871)
- قلمرو هامادا (۱۶۱۸–۱۸۶۶)
- قلمرو تسووانو (۱۶۰۱–۱۸۶۸)

### ولایت بیزن (استان اوکایاما جنوب غربی کنونی)
- قلمرو اوکایاما (1600-1871)[۶]
- Koshima (1648-1649)

### ولایت میماساکا (استان اوکایاما شمال شرقی کنونی)
- قلمرو تسویاما (۱۶۰۳–۱۸۷۱)
- Tsuyamashinden (1676-1697)
- Mimasaka-Katsuyama (1764-1871)

### ولایت بیچو (استان اوکایاما غربی کنونی)
- Niwase (1600-1679/16831683/1693-1697/1699-1871)
- Ashimori (1601-1871)
- Ikusaka (1672 - 1871)
- Asao (1603-1871)
- Okada (1615-1871)
- Kamogata (1672-1868)
- Bitchu-Matsuyama (1600-1871)
- Niimi (1697-1871)
- Nariwa (1639-1868)
- Nishiebara (تاریخ‌ها نامشخص)

### ولایت بینگو (استان هیروشیما شرقی کنونی)
- قلمرو فوکویاما (۱۶۱۹–۱۶۹۸/۱۷۰۰–۱۸۷۱)
- Mihara (1582-1608/1619-1871)
- Miyoshi (1632-1720)

### ولایت آکی (استان هیروشیما غربی کنونی)
- قلمرو هیروشیما (1591-1871)[۴]
- قلمرو هیروشیما (۱۷۳۰–۱۸۶۹)

### ولایت سوئو (استان یاماگوچیشرقی کنونی)
- قلمرو ایوکونی (۱۵۸۷–۱۸۷۱)
- قلمرو توکویاما (۱۶۵۰–۱۸۷۱)
- قلمرو کوداماتسو (تاریخ‌ها نامشخص)

### ولایت ناگاتو (استان یاماگوچی غربی کنونی)
- قلمرو چوشو (1600-1871)[۵]
- Chōfu (1600-1871)
- Kiyosue (1653-1871)

## شیکوکو

### ولایت آوا (استان توکوشیما کنونی)
- قلمرو توکوشیما (۱۶۰۱–۱۸۷۱)

### ولایت سانئوکی (استان کاگاواکنونی)
- قلمرو تاکاماتسو (۱۵۸۷–۱۶۴۰/۱۶۴۲–۱۸۷۱)
- قلمرو ماروگامه (۱۵۸۷–۱۶۴۰/۱۶۴۲–۱۸۷۱)
- قلمرو تادوتسو (۱۶۹۴–۱۸۷۱)

### ولایت ایو (استان اهیمهکنونی)
- قلمرو سایجو (۱۶۳۶–۱۶۶۵/۱۶۷۰–۱۸۷۱)
- قلمرو کوماتسو (۱۶۳۶–۱۸۷۱)
- قلمرو ایماباری (۱۶۰۰–۱۶۰۸/۱۶۳۵–۱۸۷۱)
- قلمرو ایو–ماتسویاما (۱۶۰۰–۱۸۷۱)
- قلمرو اوزو (۱۶۰۸–۱۸۷۱)
- قلمرو نی‌ایوا (۱۶۲۳–۱۸۶۸)
- قلمرو ایویوشیدا (۱۶۵۷–۱۸۷۱)
- قلمرو اوواجیما (۱۶۰۸–۱۶۱۳/۱۶۱۴--۱۸۷۱)– از سال ۱۶۰۸ تا ۱۶۱۳ توسط خاندان تومیتا اداره می‌شد، سپس برای مدت کوتاهی توسط شوگون‌سالاری توکوگاوا (۱۶۱۳–۱۶۱۴) و در نهایت توسط شاخه‌ای از خاندان داته
- قلمرو تومیدا (تاریخ‌ها نامشخص)
- قلمرو ماتسویاماشیندن (۱۷۲۰–۱۷۶۵)

### ولایت توسا (استان کوچی کنونی)
- قلمرو توسا (1601-1871)[۱۶]
- Tosashinden (1780-1871)

## کیوشو

### ولایت چیکوزن (ایالت فوکوکا شمال غربی امروزی)
- قلمرو فوکوئوکا (1600-1868)[۴]
- قلمرو آکیزوکی[۴] (۱۶۲۳–۱۸۷۱)
- Tōrenji (1623-1677/1688-1720)

### ولایت چیکوگو (استان جنوبی فوکوئوکای فعلی)
- قلمرو کورومه (۱۶۲۰–۱۸۷۱)
- قلمرو یاناگاوا (۱۶۰۰–۱۸۷۱)
- Miike (1621-1806/1868-1871)

### ولایت بوزن (شمال شرقی فوکوئوکا و استان شمال غربی اویتا کنونی)
- قلمرو کوکورا (۱۶۰۰–۱۸۷۱)
- Kokurashinden (1667-1871)
- قلمرو ناکاتسو (۱۶۰۰–۱۸۷۱)

### ولایت بونگو (استان اوئیتاکنونی)
- قلمرو کیتسوکی (de facto: 1394-1871/de jure: 1632-1871)
- قلمرو هیجی (۱۶۰۰–۱۸۷۱)
- قلمرو موری (بونگو) (۱۶۰۱–۱۸۷۱)
- قلمرو فونای (۱۶۰۱–۱۸۷۱)
- قلمرو اوسوکی (۱۶۰۰–۱۸۷۱)
- قلمرو سائکی (۱۶۰۱–۱۸۷۱)
- قلمرو اوکا (۱۵۹۴–۱۸۷۱)

### ولایت هیزن (امروزیاستان ناگاساکی)
- قلمرو کاراتسو (۱۵۹۳–۱۸۷۱)
- قلمرو هیزن (1593-1871)[۶]
- قلمرو هاسونوایکی (۱۶۴۲–۱۸۷۱)
- قلمرو اوگی (۱۶۴۲–۱۸۷۱)
- قلمرو کاشیم (۱۶۰۹–۱۸۷۱)
- قلمرو هیرادو (۱۵۸۷–۱۸۷۱)
- قلمرو هیرادو (۱۶۸۹–۱۸۷۰)
- قلمرو اومورا (۱۵۸۷–۱۸۷۱)
- قلمرو شیمابارا (۱۶۰۰–۱۸۷۱)
- Fukue (1603-1871)

### ولایت تسوشیما (شهر کنونی استان ناگاساکی)
- قلمرو تسوشیما (۱۵۸۷–۱۸۶۸)

### ولایت هیگو (استان کوماموتو امروزی)
- قلمرو کوماموتو (۱۶۰۰–۱۸۷۱)
- Uto (1646-1870)
- Hitoyoshi (1585-1871)
- قلمرو کوماموتو (۱۶۶۶–۱۸۷۰)

### ولایت هیوگا (استان میازاکی امروزی)
- Nobeoka (1587-1871)
- Takanabe (1587-1871)
- قلمرو سادووارا (۱۶۰۳–۱۸۷۱)
- Obi (1617-1871)

### ولایت ساتسوما و ولایت اوسومی (که امروزه با نام استان کاگوشیما ادغام شده‌اند)
- قلمرو ساتسوما (De Facto :1196-1871/ De jure:1602-1871)[۶]
- قلمرو ریوکیو (De Facto :1609-1879 / De jure:1872-1879) (Present-day Okinawa Prefecture)[۱۷]